# حمله به دانشگاه باچاخان
حمله به دانشگاه باچاخان توسط یک گروه مسلح در ۲۰ ژانویه ۲۰۱۶ روی داد. در این حمله چند فرد مسلح در دانشگاه باچاخان (زبان اردو: جامعه باچاخان) در شهر چارسادا در شهرستان خیبر پختونخوا پاکستان به طرف مردم تیراندازی کردند که منجر به کشته شدن بیش از ۲۲ تن و جراحت دست کم ۲۰ تن شد. بیش از ۲۰۰ دانشجو از ساختمان‌ها تخلیه شدند و ۴ تن از شلیک کنندگان کشته شدند.